# Narodowa Organizacja Wojskowa
Le Narodowa Organizacja Wojskowa (NOW) (en français : (Organisation militaire nationale) est un mouvement de résistance polonais dans la Pologne occupée de la Seconde Guerre mondiale. NOW est créée en octobre 1939 par le Parti national polonais (pl). Le mouvement reconnait le Gouvernement polonais en exil à Londres. En 1942/1943 se scinde en deux parties. Une partie rejoint l'Armia Krajowa (AK), tandis que l'autre forme les Narodowe Siły Zbrojne (NSZ) (en français : Forces armées nationales). Après le soulèvement de Varsovie, la plupart de membres du NOW, forment le Narodowe Zjednoczenie Wojskowe (pl) (NZW) (en français : Union militaire nationale).

## Sources
- (en) Cet article est partiellement ou en totalité issu de l’article de Wikipédia en anglais intitulé « National Military Organization » (voir la liste des auteurs).